# Bertrand Delcour
Bertrand Delcour fue un escritor francés nacido el 11 de octubre de 1961 en Poitiers y fallecido mientras dormía en la noche del 7 al 8 de abril de 2014 en Montmorillon.   

## Biografía
Vivió en París desde 1980 hasta 2004. Fue influenciado por Georges Bataille, Hubert Selby, Guy Debord y los situacionistas, Sade, Restif de La Bretonne, August Strindberg, William Burroughs y Jean-Patrick Manchette, el punk rock y la neofiguración libre en pintura. A partir de 1988, publica varias novelas alucinadas y negras (alguna dentro del género neopolar).
Escribió en revistas como Psychotropes, Kanal, Digraphe, Crimsex, Vertige International, Opus international, Lignes Noires, Newlook, Nouvelles Nuits (Clô), Polar (Rivages), Cargo, Technikart, Les Inrockuptibles.
Criticó la pseudolegitimidad artística y en 1990 atacó los « bobos » (burgueses bohemios) en su texto Dégénération Spontanée.
En 1996, publica la novela Blocus solus, que gira alrededor de la figura de Guy Debord, en la colección Série noire de Gallimard.
También se le atribuye Les Rêveries du toxicomane solitaire (Éditions Allia, 1997).
Contribuyó al redescubrimiento de Georges Hyvernaud, François Augiéras, Sadegh Hedayat y Francis Poictevin (Derniers songes y Double, Ed. Safrat, 1991).
Ha publicado varios relatos cortos políticamente incorrectos. Su crítica social radical le sitúa inmediatamente en los márgenes del mundo editorial.

## Obras
- Mezcal Terminal, éditions Climats, 1988
- « Dégénération spontanée » in Homicides, éditions Black Mony, 1991
- « Un Certain malaise » in Catch My Soul, éditions l'Incertain, 1992
- William Burroughs, une ascèse chimiologique, éditions Psychotropes, 1993
- En pure perte, éditions Clô, 1994
- Pourquoi nous sommes morts, éditions Climats, 1995
- Les Sectes mercenaires, collection Le Poulpe n°17, éditions Baleine, 1996
- Zen, collection Instantanés de Polar n°38, éditions Baleine, 1996
- Blocus solus, colección Série noire, éditions Gallimard, 1996
- François Augiéras, criblé d'astres, éditions du Rocher, 1997 (interdit de publication par Jean Chalon).
- Les Abois, éditions Climats, 1998
- Fausse donne à Lisbonne, éditions Hachette, 2000.
- Le Baroud Andalou, éditions Hachette, 2001.
- 1709, 2009.
- La Voie est libre, 2011.